# Shōgo Takeuchi
Shōgo Takeuchi (竹内 正吾?, Takeuchi Shōgo; prefettura di Kyoto, 12 aprile 1918 – Nuova Britannia, 21 dicembre 1943) è stato un aviatore e militare giapponese.
Fu un famoso asso dell'aviazione da caccia della Dai-Nippon Teikoku Rikugun Kōkū Hombu, il servizio aeronautico dell'Esercito imperiale giapponese, durante la seconda guerra mondiale. È accreditato dell'abbattimento di 19 velivoli nemici e del danneggiamento di altri 11.

## Biografia

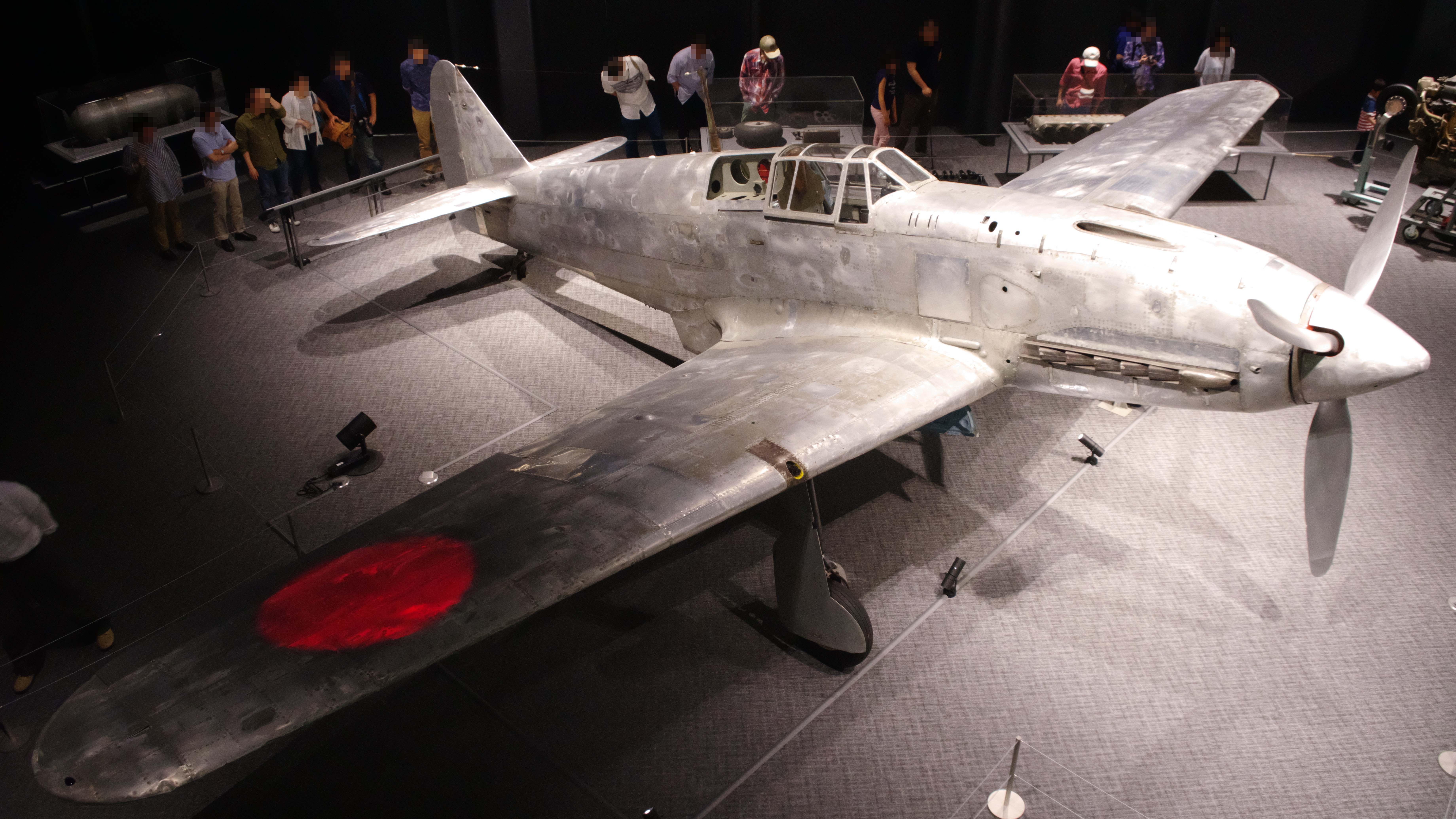
Un esemplare di Ki-61 Hien esposto presso il Museo dell'aviazione di Kakamigahara, in Giappone.

Nacque nella provincia di Kyoto il 12 aprile 1918. Si arruolò nell'esercito imperiale nel settembre 1939, iniziando a frequentare come allievo ufficiale l'accademia militare aeronautica, 52ª promozione, entrando quindi nel servizio aereo dell'esercito. Dopo aver conseguito il brevetto di pilota e pilota militare, dimostrando subito le sue doti di cacciatore, al termine dell'addestramento fu inviato a prestare servizio presso il 3° Chutai del 64° Sentai. Partecipò ai combattimenti iniziali della guerra del Pacifico sotto il comando del tenente colonnello Tateo Kato e del capitano Katsumi Anma. Durante l'invasione della Malesia, e le fasi dell'occupazione di Singapore, il 31 gennaio 1942, mentre pilotava un caccia Nakajima Ki-43 Hayabusa,  ingaggiò il combattimento contro aerei da caccia Hawker Hurricane che cercavano di intercettare i bombardieri, rivendicando 3 vittorie in rapida successione.
Prese quindi parte all'invasione delle Indie orientali olandesi, e quindi negli scontri in Birmania. Nell'aprile del 1942 fu trasferito al 68° Sentai, un'unità di nuova costituzione, e nel mese di dicembre assunse il comando del 2º Chutai. Nell'aprile del 1943 il suo reparto si trasferì a est, nella Nuova Guinea, ma incontrò molti problemi con il nuovo caccia Kawasaki Ki-61 Hien. Una volta, mentre effettuava una missione di scorta ad alcuni bombardieri, si ritrovò da solo in quanto tutti gli altri piloti avevano dovuto rientrare alla base a causa di vari problemi tecnici. Il 20 luglio conseguì la sua prima vittoria sul Ki-61 contro un bombardiere Consolidated B-24 Liberator. Nonostante le difficoltà incontrate in questo teatro di operazioni, che causò la perdita di un gran numero di ufficiali e di piloti in azione ma anche per malattie tropicali, continuò a guidare il suo Chutai, a volte assumendo anche il comando di un Hikodan. Contemporaneamente continuò a crescere il suo numero di vittorie, e nell'ottobre del 1943 venne colpito durante una missione di intercettazione e rimase ferito, ritornando al fronte dopo 15 giorni, con il corpo ancora coperto dalle bende. Mentre il morale era al minimo, la fusoliera del suo Ki-61 era adornata con 58 simboli di vittorie, divenendo una fonte indiscussa di orgoglio per tutti i suoi uomini a Wewak.
Nel dicembre 1943 il 68° Sentai contava solo tre ufficiali validi al servizio. Il 21 dello stesso mese, mentre scortava alcuni bombardieri leggeri su Arawe, nella Nuova Britannia, si scontrò con alcuni caccia Grumman F6F Hellcat conseguendo una vittoria mentre il caccia nemico tentava di attaccare l'aereo del maggiore Kiyoshi Kimura, comandante del Sentai. Fu quindi visto prendere la direzione di baia di Hansa ma quando stava per atterrare, il suo motore si spense e l'aereo si girò, colpendo gli alberi prima di schiantarsi al suolo. Rimasto gravemente ferito, si spense 3 ore dopo a causa delle ferite riportate. Il maggiore Kimura scrisse personalmente alla sua famiglia, informandoli che egli aveva compiuto 90 missioni di guerra negli ultimi 6 mesi in Nuova Guinea e conseguito 16 vittorie confermate più 10 probabili in aggiunta ai 30 velivoli distrutti o danneggiati durante il suo servizio al 64° Sentai. Fu promosso postumo al grado di maggiore.

### Annotazioni
1. ↑  I 58 simboli di vittoria rappresentavano allo stesso tempo quelle confermate, probabili e i velivoli nemici danneggiati.

### Fonti
1. 1 2 3 4 5 6 7 8 9 10 11 12 13  Hata, Izawa, Shores 2012, p. 263.
2. 1 2 3 4  Millman 2015, p. 21.
3. ↑  Ichimura 2009, p. 15.
4. ↑  Hata, Izawa, Shores 2012, p. 39.
5. 1 2  Hata, Izawa, Shores 2012, p. 264.
6. ↑  Millman 2015, p. 27.
7. 1 2  Millman 2015, p. 28.